# Flyndersø
Flyndersø er Danmarks største hedesø beliggende i den nord-vestlige del af Midtjylland, ved sydkanten af Salling beliggende 15 km sydvest for Skive og øst for Vinderup, i Holstebro- og Skive Kommuner, vest for Karup Ådal. Flyndersø modtager vand fra syd fra Stubbergård Sø via Stubber Å, fra Hellesø og fra Skallesø mod vest, samt en stor del fra grundvandet; Den har afløb via Koholm Å der løber til Karup Å, og videre til Skive Fjord; Den har tidligere haft udløb lidt syd for Koholm Å, ved Flyndersø Mølle. Flyndersø er delt i to ved snævringen, der kun er omkring 1 meter dyb; den nordlige del har et areal på 269 ha, og sydlige del 149 ha, i alt 418 ha.
Søen er omgivet af heder og plantager, mod øst Hjelm Hede, mod nordvest Estvadgård Plantage og mod vest heden Hjerl Hede med frilandsmuseet Hjerl Hede.

## Naturbeskyttelse
Søen er en del af Natura 2000-område nr. 41 Hjelm Hede, Flyndersø og Stubbergård Sø (H41 og F29) og er både et habitat- og fuglebeskyttelsesområde . Søen, hederne og plantagerne omkring søen, i alt 1.200 ha blev fredet 1934 og 1967 ; Hovedparten af de fredede områder ejes af Hjerl-Fonden, der også, frem til 1979, stod bag Hjerl Hede, der ligger vest for søens sydlige del.